# Totobates capita
Totobates capita är en kvalsterart som beskrevs av Hammer 1968. Totobates capita ingår i släktet Totobates och familjen Liebstadiidae. Inga underarter finns listade i Catalogue of Life.